# Alfons Rodríguez (1599–1628)
Alfons Rodríguez, właśc. hiszp. Alfonso Rodríguez Olmedo (ur. 10 marca 1599 w Zamorze, zm. 15 listopada 1628 w Caaró) – hiszpański jezuita, misjonarz, męczennik chrześcijański i święty Kościoła katolickiego.
W 1624 roku otrzymał święcenia kapłańskie.
15 listopada 1628 roku wraz z dwoma innymi jezuitami Rochem Gonzálezem de Santa Cruz i Janem de Castillo został napadnięty i zamordowany.
Zostali razem beatyfikowani przez papieża Piusa XI w dniu 28 stycznia 1934 roku, a w dniu 16 maja 1988 roku papież Jan Paweł II dokonał ich kanonizacji w stolicy Paragwaju Asunción.
Wspomnienie liturgiczne św. Alfonsa obchodzone jest w dies natalis (15 listopada), a także w grupie męczenników 17 listopada.